# میخیلو اوریتسکیی
میخیلو اوریتسکیی (اوکراینی: Михайло Якович Урицький؛ زادهٔ ۳ ژوئن ۱۹۶۵) کارگردان نمایش اهل اوکراین است.